# Bolitoglossa splendida
Bolitoglossa splendida is een salamander uit de familie longloze salamanders (Plethodontidae). De soort werd voor het eerst wetenschappelijk beschreven door de groep van biologen Eduardo Boza-Oviedo, Sean Michael Rovito, Gerardo Chaves, Adrián García-Rodríguez, Luis Guillermo Artavia, Federico Bolaños en David Burton Wake in 2012.

## Uiterlijke kenmerken
Bolitoglossa splendida kenmerkt zich door een oranjerood gekleurde rug met een zwarte buikzijde met gele vlekken. Dit dier heeft een lichaamslengte van 48 millimeter.

## Verspreiding en habitat
De salamander komt voor in delen van Midden-Amerika en leeft endemisch in Costa Rica.
Bolitoglossa splendida werd in 2008 voor het eerst waargenomen tijdens een expeditie in de Cordillera de Talamanca in het Internationaal park La Amistad. Het eerste exemplaar werd bij de Lori-rivier gezien op 1800 meter hoogte boven zeeniveau aan de Caribische zijde van de bergketen. In 2012 werd de wetenschappelijke beschrijving gepubliceerd, samen met die van vier andere salamandersoorten die dezelfde expeditie waren ontdekt.